# Николаос Теохарис
Николаос Теохарис (на гръцки: Νικόλαος Θεοχάρης) е гръцки политик, министър в много кабинети от 1834 до 1862 година.

## Биография
Николаос Теохарис е роден в 1893 година в западномакедонския град Костур, който тогава е в Османската империя. Учи в Лайпциг и Париж правни и политически науки. При управлението на Йоанис Каподистрияс е началник на военния и военноморски секретариат и член на политическия кабинет. Служи като министър на икономиката в правителството на Александрос Маврокордатос в 1833 г., в правителството на Йоанис Колетис в 1834 г. и в правителството Армансперг в 1835 г. В правителството на Отон I заема поста на министър на вътрешните работи, на духовните дела и образованието от 1839 година. От 1855 до 1863 година работи в съда. В 1862 г. поема поста на министър на правосъдието и външните работи в правителството на Йоанис Колокотронис.
Бил е областен управител (номарх) на Атика и Беотия, а освен това е и един от основателите на Археологическото дружество.
Умира в 1867.